# Stanisław Sosabowski
Stanisław Franciszek Sosabowski, né le 8 mai 1892 à Stanisławów alors en Galicie - territoire géré par l'Autriche-Hongrie depuis le premier partage de la Pologne en 1772 - (appelée depuis 1962 Ivano-Frankivsk, ville intégrée à l'Ukraine depuis 1944), et mort le 25 septembre 1967 à Londres (Hillingdon), est un officier général polonais (général de brigade). Déchu de la citoyenneté polonaise par le gouvernement communiste en Pologne, il finit ses jours en exil.

## Biographie

### Années de jeunesse
Stanisław Sosabowski est né le 8 mai 1892, à Stanisławów, dans une famille de cheminots. Il alla à l'école puis au collège et au lycée (gymasium) de la ville où il résidait . En 1910, il fut admis comme étudiant de première année à la faculté d'économie de l'université Jagellonne de Cracovie. Cependant, la mort de son père et la situation économique précaire de sa famille l'obligèrent à abandonner ses études et à retourner à Stanisławów. Là, il devint membre des Drużyny Strzeleckie, une organisation semi-clandestine de scoutisme national polonais. Il fut rapidement nommé à la tête de toutes les troupes scoutes de sa région.

### Première Guerre mondiale
En 1913, Stanisław Sosabowski fut incorporé dans l'armée austro-hongroise en tant que militaire conscrit. Après ses classes et sa formation d'élève gradé, il reçut le grade de caporal et servit au sein du 58e régiment d'infanterie. Quand éclata la Première Guerre mondiale, il combattit avec son unité contre l'armée impériale russe notamment aux batailles de Rzeszów et de Gorlice. Pour son courage, il a reçu plusieurs médailles et obtenu notamment le grade de lieutenant. En 1915, il fut gravement blessé au combat et soigné, puis rappelé loin du front.
En novembre 1918, après que la Pologne eut regagné son indépendance, Stanisław Sosabowski se porta volontaire pour servir dans l'Armée polonaise nouvellement constituée, mais il n'était toujours pas remis de ses blessures et ne put obtenir de poste comme officier dans un régiment d'infanterie ni dans une autre arme de la nouvelle armée polonaise. Remis totalement de ses blessures, il devint officier d'état-major au ministère de la Guerre à Varsovie, en tant que capitaine rédacteur.

### L'entre deux guerres
Après la guerre russo-polonaise de 1919/1921, Stanisław Sosabowski fut nommé commandant et, en 1922, il entama ses études à l'École supérieure de guerre de Varsovie. À la fin de ses études, il fut affecté à nouveau au ministère de la Guerre, au sein de l'état-major général. En 1928, il obtint le grade de lieutenant colonel et reçut enfin la responsabilité d'une unité de l'armée de terre polonaise, le 75e régiment d'infanterie, en tant qu'officier commandant un des bataillons de ce régiment et adjoint au chef de corps. L'année suivante, il fut muté au 3e régiment d'artillerie de Podhale en tant que commandant adjoint. À partir de 1930, il fut aussi professeur de logistique au sein de l'École supérieure de guerre polonaise où il avait étudié.
En 1937, Sosabowski fut promu colonel et devint chef de corps, commandant le 9e régiment d'infanterie des Légions polonaises en stationnement à Zamość.
En janvier 1939, il devint le chef du prestigieux 21e régiment d'infanterie "Enfants de Varsovie" (Warszawski), basé dans la capitale.

### La Seconde Guerre mondiale
Selon le plan de mobilisation polonais, le régiment commandé par Stanisław Sosabowski était rattaché à la 8e division d’infanterie, commandée par le colonel Teodor Furgalski. Peu de temps avant le début de l’invasion allemande, son unité fut transférée de la citadelle de Varsovie vers la région de Ciechanów, où elle figurait comme réserve stratégique de l’Armée de Modlin.
Le 2 septembre, la division fit mouvement vers Mława et dès le matin du jour suivant, elle fut engagée dans la bataille de Mława. Bien que le 21e régiment ait réussi à prendre Przasnysz et atteint ses objectifs secondaires, le reste de la division fut encerclé par la Wehrmacht et détruit. À la suite de quoi, Sosabowski ordonna à ses troupes de faire retraite vers Varsovie.
Le 8 septembre, l’unité de Sosabowski atteignit la forteresse de Modlin. La 8e division était en cours de reconstitution, mais le 21e régiment fut rattaché au noyau commandé par le général Juliusz Zulauf. Après plusieurs jours de combats défensifs, ce noyau fit mouvement vers Varsovie, qu’il atteignit le 15 septembre.
À son arrivée, il reçut immédiatement l’ordre de s’installer à Grochów puis dans la zone défensive de Kamionek et de défendre Praga, le faubourg est de Varsovie, contre la 10e division d’infanterie allemande. Pendant le siège de Varsovie, les forces de Sosabowski furent en infériorité numérique et en artillerie mais réussirent à tenir toutes leurs positions. Quand commença le 16 septembre l’assaut général sur Praga, le 21e régiment d’infanterie parvint à repousser les attaques du 23e régiment allemand d’infanterie et contre-attaqua alors avec succès et détruisit ce régiment de tradition ennemi.
Après ce succès, Sosabowski fut affecté au commandement de toutes les troupes polonaises combattant dans la zone de Grochów. Malgré un bombardement incessant et des attaques allemandes répétées quotidiennement, Sosabowski parvint à tenir ses positions au prix de pertes relativement modestes. Le 26 septembre 1939, les forces conduites par Sosabowski repoussèrent la dernière attaque allemande, mais, deux jours plus tard, Varsovie capitula. Le 29 septembre, peu avant le départ en captivité des troupes polonaises, le général Juliusz Rómmel décora le colonel Sosabowski et tout son régiment de la médaille de la Virtuti Militari.
Après une évasion mouvementée, il parvient à rejoindre la France et le Gouvernement polonais en exil. Il est, durant la bataille de France en mai- juin 1940, affecté à l'état-major de la 4e division d'infanterie polonaise (division de grenadiers) avec le grade de colonel.
À la suite de l'évacuation de cette unité vers le Royaume-Uni, il prend le commandement de 1940 à 1941 de la 4e brigade polonaise.
Il prend ensuite le commandement de la 1re brigade indépendante de parachutistes polonais, unité dont il est le créateur. Il établit son quartier général à Upper Largo en Écosse.
Promu général de brigade le 15 juin 1944, il participe à l'opération Market Garden (bataille d'Arnhem, aux Pays-Bas) à la tête de sa 1re brigade. Le maréchal Montgomery, dans une lettre du 14 octobre 1944 au Haut commandement britannique, tentera d'en faire le bouc émissaire du ratage de l'opération. Il manifeste une réaction outragée (il était réputé pour son caractère entier) et les Britanniques obtiendront du haut commandement polonais qu'il soit démis de ses fonctions. Il fut ainsi relevé de son commandement le 27 décembre 1944 et nommé à un obscur poste d'inspecteur des forces polonaises. Il occupe ce poste jusqu'à la fin de la guerre en mai 1945.

### Après-guerre
Il ne regagne pas la Pologne, après guerre, risquant une condamnation à mort par les nouvelles autorités en tant qu'ancien officier général de l'Armée polonaise du gouvernement polonais en exil. Mais sa famille (femme et fils) sont encore en Pologne communiste. Ils réussissent à la quitter après 1945 et arrivent en Angleterre pour rejoindre l'ancien commandant de la brigade indépendante parachutiste polonaise.
Les autorités polonaises communistes le considèrent après la guerre comme un « agent de l'étranger » et le font déchoir par décret en septembre 1946 de sa nationalité polonaise ainsi que sa femme et son fils.
Il reste alors en Grande-Bretagne, vit à Londres en tant qu'ouvrier dans une usine de produits électriques (CAV Electrics). Il meurt dans cette ville le 25 septembre 1967. Les autorités communistes polonaises acceptent qu'il soit enterré en 1969 au cimetière de Powązki, à Varsovie.
À titre posthume, il fut décoré en 2006 du Bronze Lion ainsi que la 1re brigade indépendante de parachutistes, qui reçut le titre militaire le plus élevé néerlandais, soit l'ordre militaire de Guillaume d'Orange, par décision de la reine Béatrix, souveraine des Pays-Bas, en souvenir de l'action héroïque de cette unité en Hollande, au cours de l'opération Market Garden.

## Dans la culture populaire
Le personnage de Sosabowski est interprété par l’acteur américain Gene Hackman dans le film Un pont trop loin de Richard Attenborough, sorti en 1977.

## Sources
- (en) Cet article est partiellement ou en totalité issu de l’article de Wikipédia en anglais intitulé « Stanisław Sosabowski » (voir la liste des auteurs).
- (en) http://www.generals.dk/general/Sosabowski/Stanis%C5%82aw/Poland.html, Steen Ammentorp
- (en) http://www.sosabowski.com/generalcv.html, biographie